# 越後石山站
越後石山站（日语：／ Echigo-Ishiyama eki */?）是位於新潟縣新潟市東區石山五丁目，東日本旅客鐵道（JR東日本）的信越本線車站。

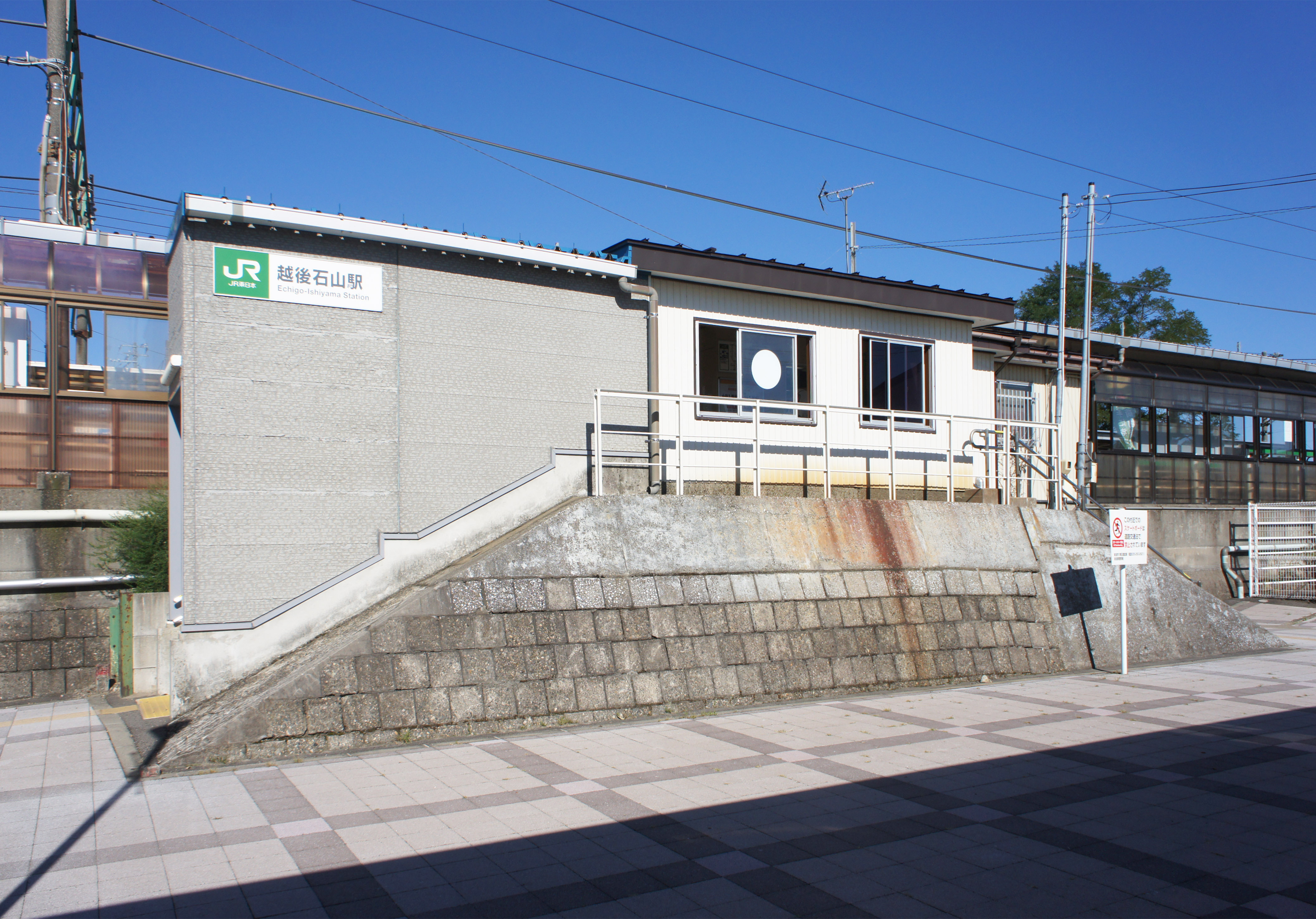
西口（2021年9月）

## 歷史
- 1957年（昭和32年）10月1日：國鐵信越本線開設石山信號站[4]。前往新潟操車場（日语：新潟貨物ターミナル駅）的貨物支線啟用。
- 1960年（昭和35年）11月1日[1]：升級為旅客車站[2]，名為越後石山站[4]。
- 1962年（昭和37年）5月20日：站內電氣化。
- 1985年（昭和60年）7月20日：國鐵直營商店開幕，商店販賣車票。[5]
- 1987年（昭和62年）4月1日：伴隨國鐵分割民營化，車站由東日本旅客鐵道（JR東日本）營運[4]。
- 2005年（平成17年）3月3日：設置自動閘機。
- 2006年（平成18年）1月21日：此站開始可以使用IC卡「Suica」[6]。
- 2010年（平成22年）2月26日：指定券自動售票機開始運作。同日起關閉綠色窗口。

## 車站構造

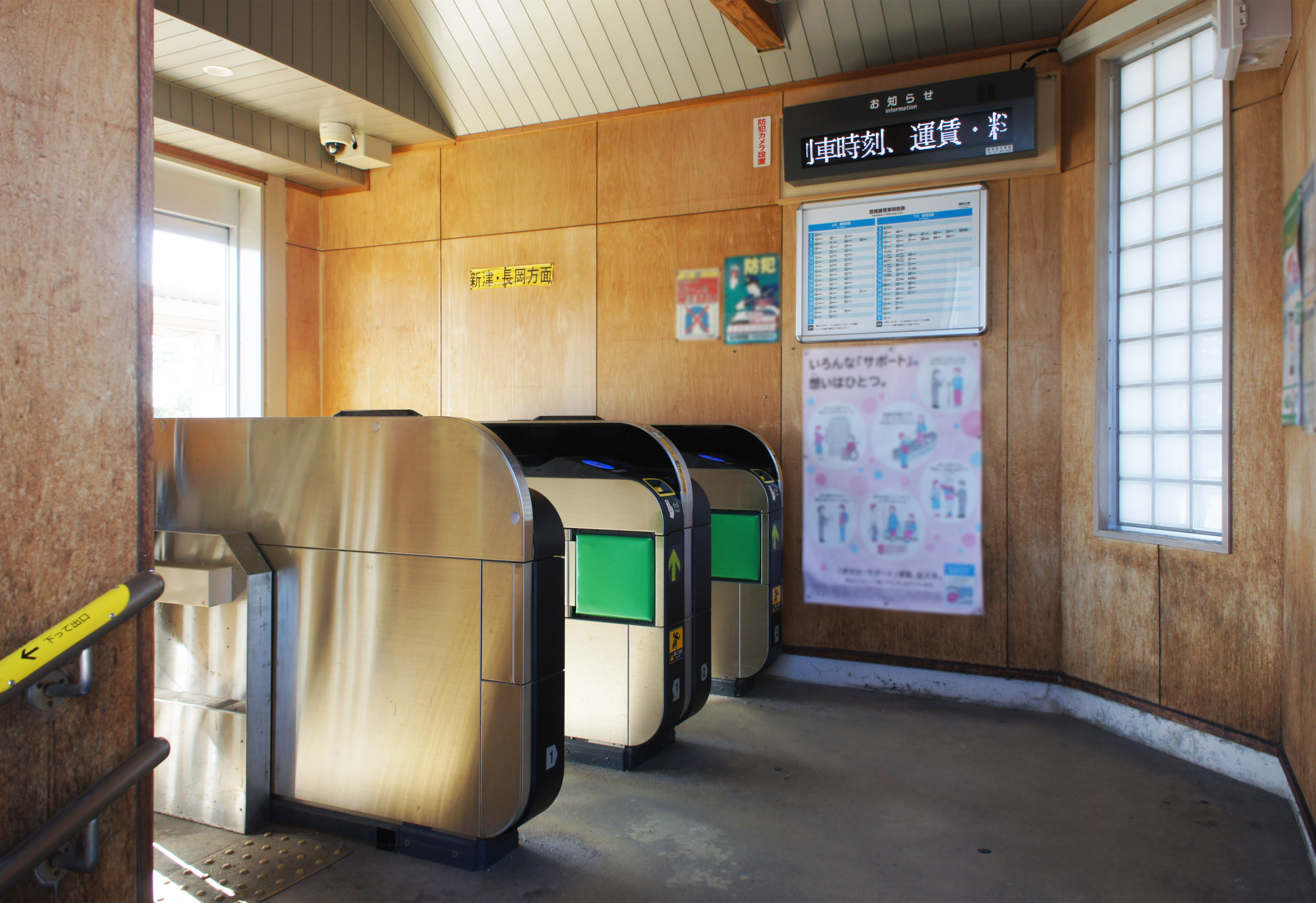
東驗票口（2021年9月）

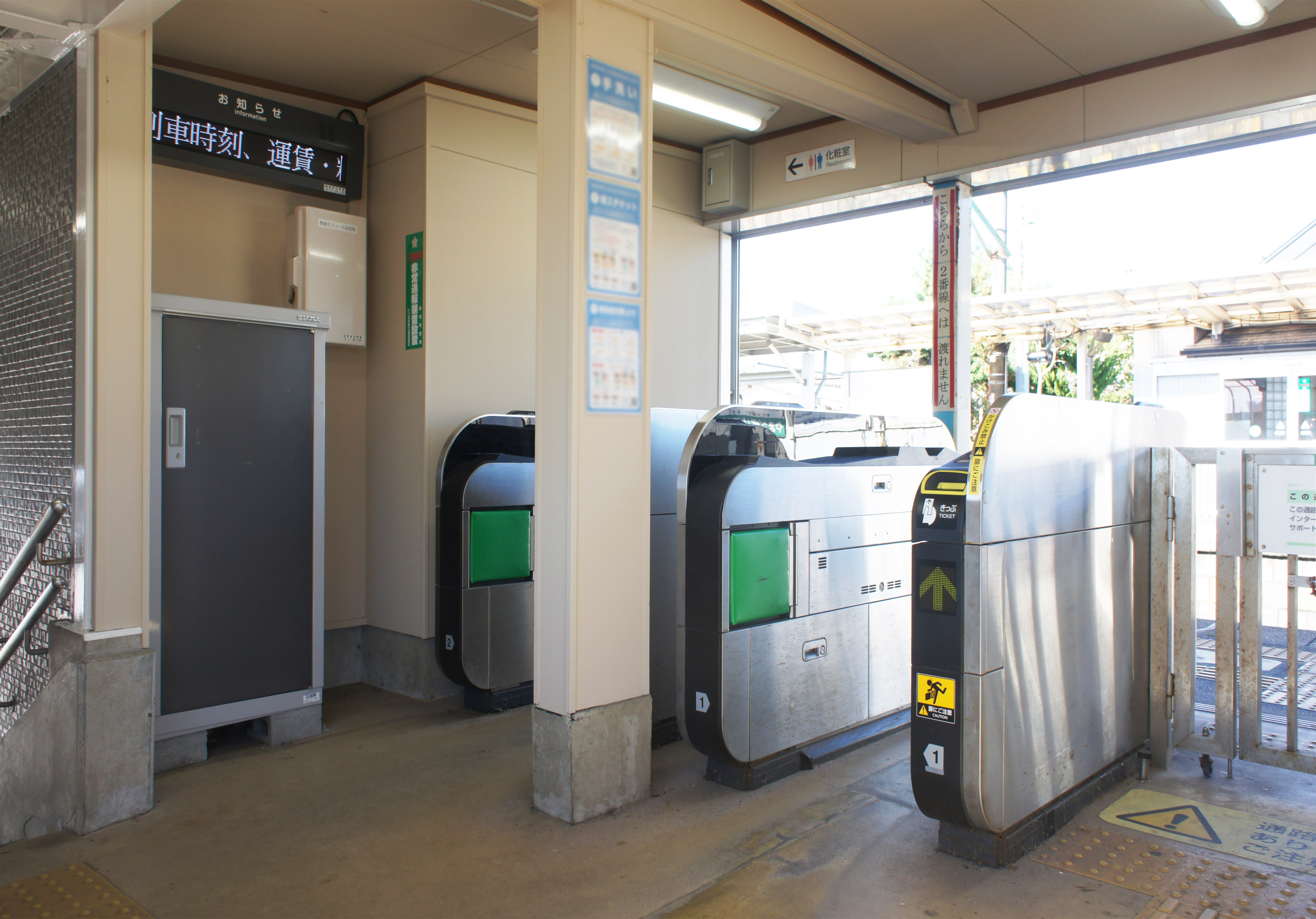
西驗票口（2021年9月）

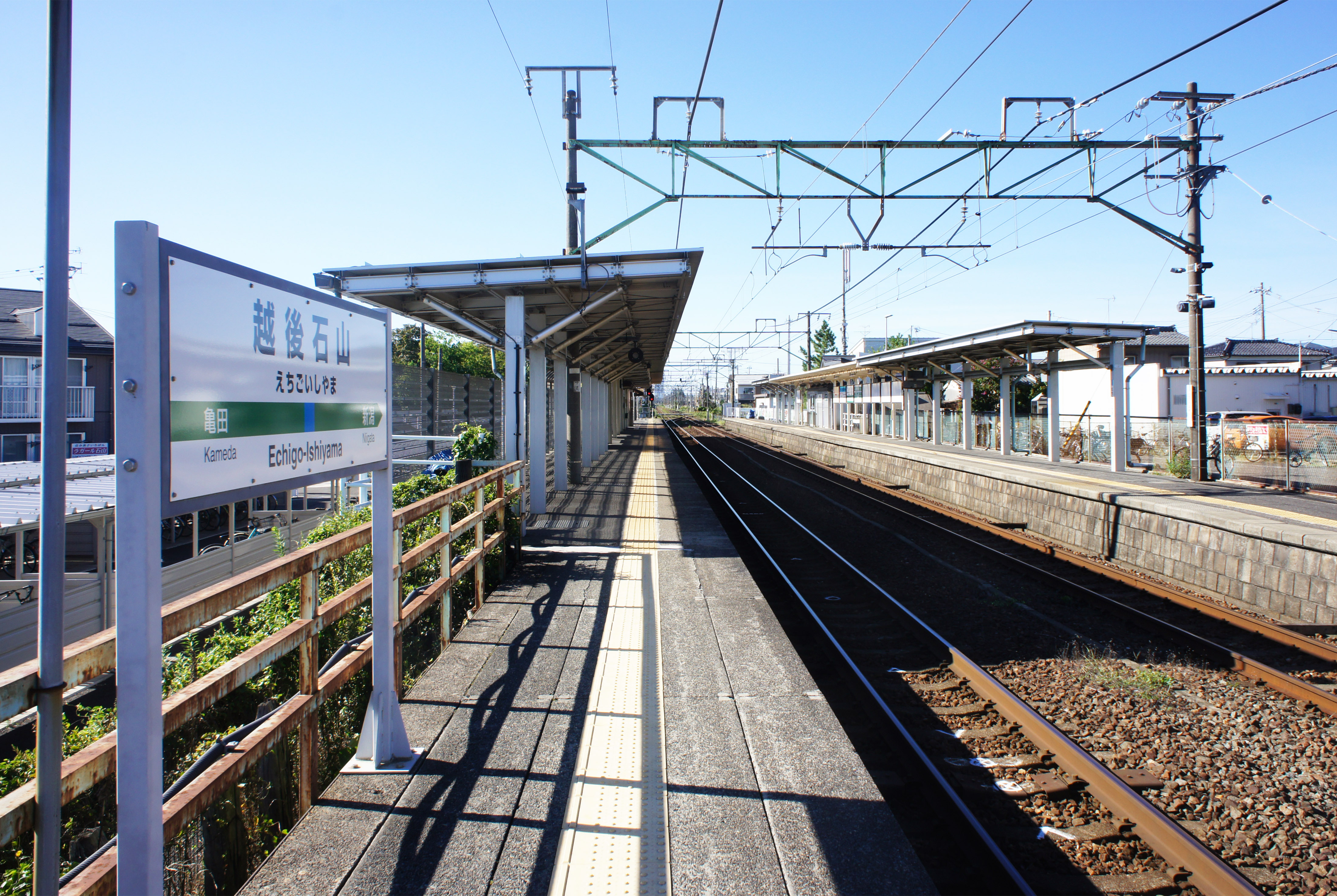
月台（2021年9月）

本站是地面車站，設有2面2線的相對式月台。車站內沒有跨線橋，兩月台之間不能互相前往，各月台設有獨立的車站大樓。在閘外，如需要前往對面入口，需要使用行人隧道。
此站是由新潟站管理的業務委託車站（早上和晚間無車站職員當值），委托了JR新潟Business負責車站業務。東出口新津方向月台沒有車站職員當值。此站曾經在有人閘口旁設有綠色窗口。隨著指定席售票機在2010年2月25日開始使用，綠色窗口同日關閉。
新潟方向月台的車站大樓內設有有人閘口、2座自動閘機、車票車費收集箱、1座輕觸式自動售票機、1座指定席售票機、自動販賣機、資訊板和廁所。新津方向月台的車站大樓內設有2座自動閘機、1座輕觸式自動售票機。車站的東西行人隧道由新潟市管理。於西出口的迴旋路和站前廣場在2015年3月25日啟用。

### 站內
此站靠近新潟一方，設有前往白新線東新潟站、新潟貨物總站的貨物支線和新潟車輛中心的聯絡線分支點。這3分支點均連接下行路軌，上行路軌可經渡線前往下行路軌再繼而前往以上三處。因此，當新潟一方發生事故、工程等，影響到列車運行時，來自新津方向的列車可能會在此站折返。另外，上行列車進站時由於經過多個轉轍器，因此列車振動會比較大。現時沒有定期旅客列車使用聯絡線前往東新潟站。此線（信越本線）與白新線的匯合點為上沼垂信號站，該站不能夠進行轉乘，兩線之間需要在新潟站轉乘。

### 月台
| 月台 | 路線      | 上下行 | 方向           |
| ---- | --------- | ------ | -------------- |
| 1    | ■信越本線 | 下行   | 新潟方向       |
| 2    | ■信越本線 | 上行   | 新津、長岡方向 |

參考

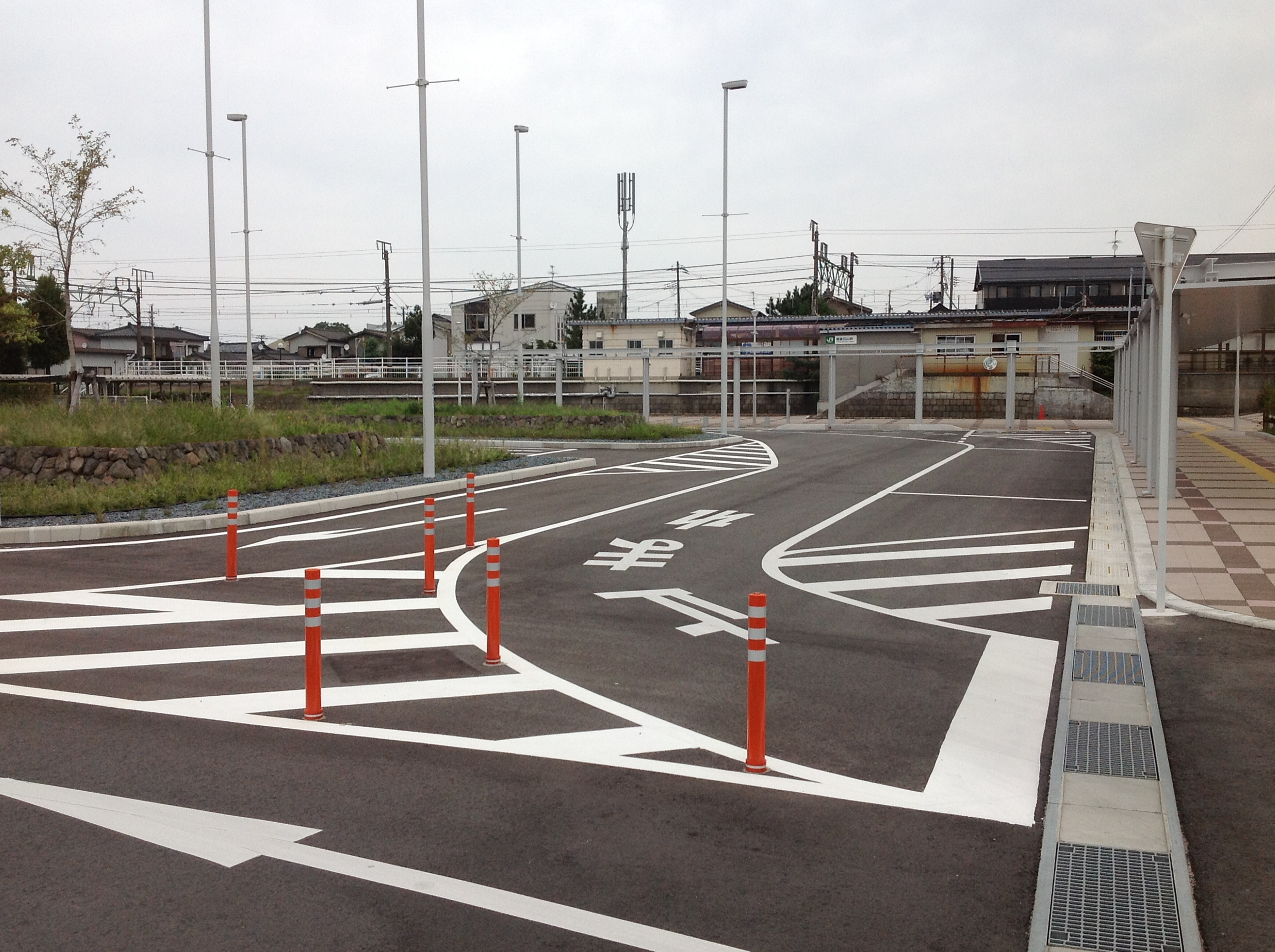
西出口站前廣場（2015年9月）
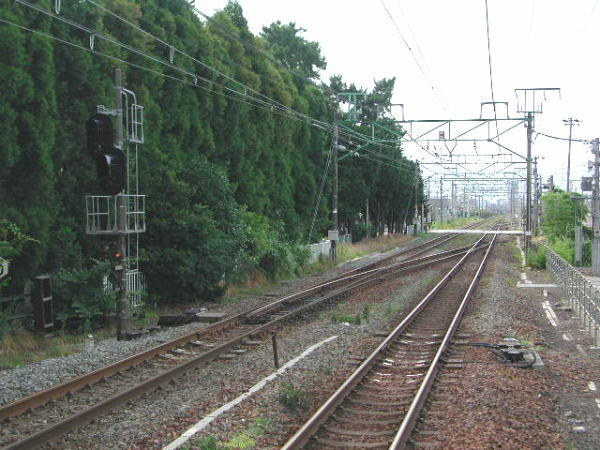
新潟一方前往新潟貨物總站的貨物支線分支點
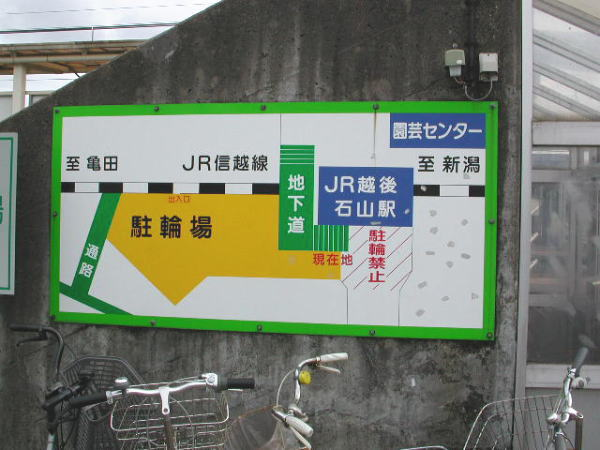
行人隧道位置圖
新潟附近的鐵道路線圖

## 使用狀況
在2019年度（令和元年度），1日平均乘車人次為1,949人。
以下列出近年1日平均乘車人次：
| 乘車人次變化       | 乘車人次變化     | 乘車人次變化    |
| 年度               | 1日平均 乘車人次 | 參考資料        |
| ------------------ | ---------------- | --------------- |
| 2000年（平成12年） | 2,258            | [ 利用客数 2 ]  |
| 2001年（平成13年） | 2,248            | [ 利用客数 3 ]  |
| 2002年（平成14年） | 2,209            | [ 利用客数 4 ]  |
| 2003年（平成15年） | 2,176            | [ 利用客数 5 ]  |
| 2004年（平成16年） | 2,130            | [ 利用客数 6 ]  |
| 2005年（平成17年） | 2,152            | [ 利用客数 7 ]  |
| 2006年（平成18年） | 2,048            | [ 利用客数 8 ]  |
| 2007年（平成19年） | 2,056            | [ 利用客数 9 ]  |
| 2008年（平成20年） | 2,066            | [ 利用客数 10 ] |
| 2009年（平成21年） | 2,028            | [ 利用客数 11 ] |
| 2010年（平成22年） | 1,992            | [ 利用客数 12 ] |
| 2011年（平成23年） | 1,964            | [ 利用客数 13 ] |
| 2012年（平成24年） | 2,001            | [ 利用客数 14 ] |
| 2013年（平成25年） | 2,032            | [ 利用客数 15 ] |
| 2014年（平成26年） | 1,977            | [ 利用客数 16 ] |
| 2015年（平成27年） | 2,022            | [ 利用客数 17 ] |
| 2016年（平成28年） | 2,066            | [ 利用客数 18 ] |
| 2017年（平成29年） | 2,063            | [ 利用客数 19 ] |
| 2018年（平成30年） | 2,022            | [ 利用客数 20 ] |
| 2019年（令和元年） | 1,949            | [ 利用客数 1 ]  |

## 車站周邊
此站位於東區石山地區中心，鄰接中央區中心。車站周邊為住宅區，在住宅區與住宅區之間設有農田。在車站南邊設有稻田。車站鄰近東區、中央區和江南區邊界。

### 西邊
在西出口一方設有數間教育設施。另外，從西出口步行20分鐘即可到達新潟刑務所。

### 東邊
在東出口一方設有公共機構、新潟車輛中心和教育設施。

## 巴士路線
此站周邊設有巴士站，當中包括了新潟交通集團巴士路線和東區區巴士。有關運行資訊參見「不同路線的時間表（新潟交通） （页面存档备份，存于）（日語）」、「區巴士（新潟市東區） （页面存档备份，存于）」。
截至2019年6月，車站附近設有以下巴士站。
- 西邊：「石山」「山二」
- 東邊：「石山站入口北」「石山站入口南」

| 方向           | 路線名稱                | 系統、目的地 | 巴士站名稱                 |
| -------------- | ----------------------- | --- | -------------------------- |
| 東方向         | ■ E8 石山線＜東明系統＞ | E80 北高校前 E81 大江山連絡所前 | 石山站入口南、石山         |
| 東方向         | ■ E8 石山線＜山二系統＞ | E82 經石山團地 北高校前 | 石山站入口北、山二         |
| 東方向         | 東區區巴士              | 東02 松崎路線 | 石山站入口北、石山站入口南 |
| 龜田、橫越方向 | ■ S9 龜田、橫越線       | S90 經橫越 水原 S94 經橫越、澤海 新津站、秋葉區公所 S95 經橫越、澤海 京瀨營業所 S96 經二本木 新津站、秋葉區公所 S97 經龜田早通 酒屋車廠 S98 龜田站西口 | 山二                       |
| 新潟市中心方向 | ■ E8 石山線＜東明系統＞ | E80・E81 經東明 新潟站前、萬代城 | 石山站入口南、石山         |
| 新潟市中心方向 | ■ S9 龜田、橫越線       | S90・S94・S95・S96・S97・S98 經山二 新潟站前、萬代城                                                                                                   | 山二                       |
| 新潟市中心方向 | ■ E8 石山線＜山二系統＞ | E82 經山二、弁天橋 新潟站南口 E82D 經山二、弁天橋、東跨線橋 新潟站南口、市政廳前                                                                       | 石山站入口北、山二         |

## 車站周邊的工程
此站自從1960年成為旅客車站以來，成為了東周石山地區的其中一個重要交通據點。
在1976年4月，在新潟方向月台側的站前，開設了新潟市農業試驗設施暨植物園「新潟市園藝中心」。但是由於中心的停車場車位較少，而此站沒有站前廣場，使造成交通阻塞。後來隨著中心設施老化，而中心周邊的用地已用作住宅用途，難以擴展用地。新潟市計劃把園藝中心分割遷移，在中央區鐘木的鳥屋野潟南部地區和南區白根地區建設相類似的設施，前者的設施名為「Utopia食花」的設施群，當中的「新潟市食育、花育中心」在2011年10月15日啟用，該處可讓公眾了解綠色花的有關功能。而後者的設施名為「新潟市農業活性化研究中心」「新潟市農業公園」，於2014年6月啟用，該處主要從事研究農業、園藝相關技術）。
當新潟市發布有關遷移計劃後，同時向當地居民諮詢當園藝中心遷移後的遺址用途，有85%居住希望「保留綠地」。後來在2010年秋天發布了「越後石山站西出口工程」計劃。活用園內的樹木，並移植至公園與站前廣場，擴展市道，以改善連接車站的通道，站前廣場在2015年3月開始使用。
在這個計劃中，沒有提及車站大樓翻新和重建。在上述提及，上下行線月台是不能互相通行，各自設有獨立車站大樓與閘口。加上新潟方向月台沒有廁所，且站外行人隧道沒有升降機和電梯等無障礙設施，因此對於高齡者和一些傷殘人士來說車站的方便性不高。這上述因素，石山地區的5個小學校區成立了名為「越後石山站橋上化工程推進會」的組織，希望把車站改建為一座設有跨站式站房的車站，使提高方便性，在2012年已經向新潟市和JR新潟分社進行請願活動。

## 相鄰車站
東日本旅客鐵道
■信越本線
■快速（下行1班停站）、□快速「阿賀野」（下行停站）、■普通
龜田－越後石山－（上沼垂信號站）－新潟
信越本線貨物支線
越後石山－新潟貨物總站（東新潟站）

## 注腳

### 使用狀況
1. 1 2  . 東日本旅客鉄道.   [2020-07-13]. （原始内容存档于2020-07-11） （日语）.
2. ↑  . 東日本旅客鉄道.   [2019-04-06]. （原始内容存档于2019-03-28） （日语）.
3. ↑  . 東日本旅客鉄道.   [2019-04-06]. （原始内容存档于2019-03-28） （日语）.
4. ↑  . 東日本旅客鉄道.   [2019-04-06]. （原始内容存档于2019-03-28） （日语）.
5. ↑  . 東日本旅客鉄道.   [2019-04-06]. （原始内容存档于2019-03-28） （日语）.
6. ↑  . 東日本旅客鉄道.   [2019-04-06]. （原始内容存档于2019-03-28） （日语）.
7. ↑  . 東日本旅客鉄道.   [2019-04-06]. （原始内容存档于2019-03-28） （日语）.
8. ↑  . 東日本旅客鉄道.   [2019-04-06]. （原始内容存档于2019-03-27） （日语）.
9. ↑  . 東日本旅客鉄道.   [2019-04-06]. （原始内容存档于2019-04-02） （日语）.
10. ↑  . 東日本旅客鉄道.   [2019-04-06]. （原始内容存档于2019-03-27） （日语）.
11. ↑  . 東日本旅客鉄道.   [2019-04-06]. （原始内容存档于2019-03-27） （日语）.
12. ↑  . 東日本旅客鉄道.   [2019-04-06]. （原始内容存档于2019-03-27） （日语）.
13. ↑  . 東日本旅客鉄道.   [2019-04-06]. （原始内容存档于2019-03-28） （日语）.
14. ↑  . 東日本旅客鉄道.   [2019-04-06]. （原始内容存档于2018-10-26） （日语）.
15. ↑  . 東日本旅客鉄道.   [2019-04-06]. （原始内容存档于2016-04-04） （日语）.
16. ↑  . 東日本旅客鉄道.   [2019-04-06]. （原始内容存档于2019-03-27） （日语）.
17. ↑  . 東日本旅客鉄道.   [2019-04-06]. （原始内容存档于2019-03-23） （日语）.
18. ↑  . 東日本旅客鉄道.   [2019-04-06]. （原始内容存档于2017-07-29） （日语）.
19. ↑  . 東日本旅客鉄道.   [2019-04-06]. （原始内容存档于2019-03-22） （日语）.
20. ↑  . 東日本旅客鉄道.   [2019-07-16]. （原始内容存档于2019-07-05） （日语）.

## 外部連結
- 車站資訊（越後石山）：東日本旅客鐵道（日語）